# Focillodes medionigra
Focillodes medionigra är en fjärilsart som beskrevs av George Thomas Bethune-Baker 1906. Focillodes medionigra ingår i släktet Focillodes och familjen nattflyn. Inga underarter finns listade i Catalogue of Life.